# Wahlkreis Steglitz-Zehlendorf 1
Der Wahlkreis Steglitz-Zehlendorf 1 ist ein Abgeordnetenhauswahlkreis in Berlin. Er gehört zum Wahlkreisverband Steglitz-Zehlendorf und umfasst die Gebiete Breitenbachplatz, Schloßstraße, Lauenburger Platz, Grunewaldstr. und Asternplatz im Ortsteil Steglitz.

## Abgeordnetenhauswahl 2023
Bei der Wahl zum Abgeordnetenhaus von Berlin 2023 traten folgende Kandidaten an:
| Name                              | Partei           | Anteil der Erststimmen | Anteil der Zweitstimmen |
| --------------------------------- | ---------------- | ---------------------- | ----------------------- |
| Claudia Wein                      | CDU              | 30,2 %                 | 28,7 %                  |
| Benedikt Lux                      | Grüne            | 28,6 %                 | 23,4 %                  |
| Andreas Kugler                    | SPD              | 19,9 %                 | 20,5 %                  |
| Selim Akarsu                      | Die Linke        | 05,8 %                 | 07,5 %                  |
| Kristin Brinker                   | AfD              | 05,3 %                 | 05,3 %                  |
| Antje Schönfelder                 | FDP              | 04,9 %                 | 06,5 %                  |
| Ingeborg Çetin                    | Tierschutzpartei | 02,5 %                 | 02,0 %                  |
| Richard Kummert                   | Die PARTEI       | 01,5 %                 | 01,3 %                  |
| Friederike Kaiser                 | dieBasis         | 00,7 %                 | 00,5 %                  |
| Wolfgang Thiele                   | Piraten          | 00,4 %                 | 00,3 %                  |
| Bianka Aversente                  | Freie Wähler     | 00,4 %                 | 00,1 %                  |
| –                                 | Volt             | –                      | 01,3 %                  |
| –                                 | Sonstige         | –                      | 02,6 %                  |
| Wahlberechtigte: 31.551 Einwohner |                  |                        |                         |
| Wahlbeteiligung: 70,9 %           |                  |                        |                         |

## Abgeordnetenhauswahl 2021
Bei der im Nachhinein für ungültig erklärten Wahl zum Abgeordnetenhaus von Berlin 2021 traten folgende Kandidaten an:
| Name                              | Partei           | Anteil der Erststimmen | Anteil der Zweitstimmen |
| --------------------------------- | ---------------- | ---------------------- | ----------------------- |
| Benedikt Lux                      | Grüne            | 28,9 %                 | 24,6 %                  |
| Andreas Kugler                    | SPD              | 23,8 %                 | 22,7 %                  |
| Claudia Wein                      | CDU              | 21,2 %                 | 19,5 %                  |
| Antje Schönfelder                 | FDP              | 07,6 %                 | 09,2 %                  |
| Selim Akarsu                      | Die Linke        | 06,6 %                 | 08,5 %                  |
| Kristin Brinker                   | AfD              | 04,7 %                 | 04,6 %                  |
| Ingeborg Çetin                    | Tierschutzpartei | 02,5 %                 | 01,7 %                  |
| Richard Kummert                   | Die PARTEI       | 01,8 %                 | 01,5 %                  |
| Friederike Kaiser                 | dieBasis         | 01,6 %                 | 01,4 %                  |
| Bianka Aversente                  | Freie Wähler     | 00,9 %                 | 00,7 %                  |
| Wolfgang Thiele                   | Piraten          | 00,5 %                 | 00,4 %                  |
| –                                 | Volt             | –                      | 01,6 %                  |
| –                                 | Sonstige         | –                      | 03,6 %                  |
| Wahlberechtigte: 31.739 Einwohner |                  |                        |                         |
| Wahlbeteiligung: 81,8 %           |                  |                        |                         |

## Abgeordnetenhauswahl 2016
Bei der Abgeordnetenhauswahl in Berlin 2016 traten folgende Kandidaten an:
| Name                              | Partei           | Anteil der Erststimmen | Anteil der Zweitstimmen |
| --------------------------------- | ---------------- | ---------------------- | ----------------------- |
| Andreas Kugler                    | SPD              | 26,0 %                 | 23,4 %                  |
| Benedikt Lux                      | Grüne            | 23,6 %                 | 20,6 %                  |
| Jeannine Perduss                  | CDU              | 23,1 %                 | 21,1 %                  |
| Jörg Sobolewski                   | AfD              | 09,3 %                 | 09,5 %                  |
| Lars Rolle                        | FDP              | 07,3 %                 | 09,4 %                  |
| Selim Akarsu                      | Die Linke        | 07,1 %                 | 08,9 %                  |
| Gerwald Claus-Brunner             | Piraten          | 02,0 %                 | 01,7 %                  |
| Jeanette Schirrmann               | Die Partei       | 01,6 %                 | 01,4 %                  |
| –                                 | Tierschutzpartei | 0–                     | 01,7 %                  |
| –                                 | Sonstige         | 0–                     | 02,3 %                  |
| Wahlberechtigte: 32.400 Einwohner |                  |                        |                         |
| Wahlbeteiligung: 73,7 %           |                  |                        |                         |

## Abgeordnetenhauswahl 2011
Bei der Wahl zum Abgeordnetenhaus von Berlin 2011 traten folgende Kandidaten an:
| Name                              | Partei           | Anteil der Erststimmen | Anteil der Zweitstimmen |
| --------------------------------- | ---------------- | ---------------------- | ----------------------- |
| Cerstin Richter-Kotowski          | CDU              | 30,3 %                 | 28,6 %                  |
| Andreas Kugler                    | SPD              | 29,3 %                 | 26,9 %                  |
| Benedikt Lux                      | Grüne            | 26,1 %                 | 25,2 %                  |
| Gerwald Claus-Brunner             | Piraten          | 07,1 %                 | 07,8 %                  |
| Eberhard Speckmann                | Die Linke        | 03,0 %                 | 03,5 %                  |
| Thomas Seerig                     | FDP              | 01,7 %                 | 02,4 %                  |
| Leonard Freiherr von Löhneysen    | Pro Deutschland  | 01,4 %                 | 00,9 %                  |
| Katrin Seidler                    | Die Freiheit     | 01,2 %                 | 01,1 %                  |
| –                                 | Tierschutzpartei | –                      | 01,4 %                  |
| –                                 | NPD              | –                      | 01,0 %                  |
| –                                 | Sonstige         | –                      | 01,2 %                  |
| Wahlberechtigte: 32.157 Einwohner |                  |                        |                         |
| Wahlbeteiligung: 68,5 %           |                  |                        |                         |

## Abgeordnetenhauswahl 2006
Bei der Abgeordnetenhauswahl in Berlin 2006 traten folgende Kandidaten an:
| Name                              | Partei    | Anteil der Erststimmen |
| --------------------------------- | --------- | ---------------------- |
| Andreas Kugler                    | SPD       | 37,8 %                 |
| Cerstin Richter-Kotowski          | CDU       | 29,8 %                 |
| Michael Schröter                  | Grüne     | 15,4 %                 |
| Thomas Seerig                     | FDP       | 08,5 %                 |
| Dorothea Freese                   | WASG      | 03,3 %                 |
| Olaf Ostertag                     | Die Linke | 02,9 %                 |
| Marieluise Jeschke                | REP       | 01,7 %                 |
| Jörg Pinkawa                      | BüSo      | 00,4 %                 |
| Wahlberechtigte: 31.703 Einwohner |           |                        |
| Wahlbeteiligung: 67,5 %           |           |                        |

## Abgeordnetenhauswahl 2001
Bei der Abgeordnetenhauswahl in Berlin 2001 traten folgende Kandidaten an:
| Name                              | Partei | Anteil der Erststimmen |
| --------------------------------- | ------ | ---------------------- |
| Klaus Böger                       | SPD    | 41,5 %                 |
| Cerstin Richter-Kotowski          | CDU    | 29,7 %                 |
| Anke Otto                         | Grüne  | 12,4 %                 |
| Wolf Dermann                      | FDP    | 12,1 %                 |
| Stephan Koop                      | PDS    | 04,2 %                 |
| Wahlberechtigte: 27.715 Einwohner |        |                        |
| Wahlbeteiligung: 76,3 %           |        |                        |

## Abgeordnetenhauswahl 1999
Bei der Abgeordnetenhauswahl in Berlin 1999 traten folgende Kandidaten an:
| Name                              | Partei | Anteil der Erststimmen |
| --------------------------------- | ------ | ---------------------- |
| Cerstin Richter-Kotowski          | CDU    | 46,7 %                 |
| Klaus Böger                       | SPD    | 33,9 %                 |
| Udo Bensel                        | Grüne  | 13,0 %                 |
| Michael Benjamin                  | PDS    | 03,7 %                 |
| Thomas Seerig                     | FDP    | 02,8 %                 |
| Wahlberechtigte: 27.787 Einwohner |        |                        |
| Wahlbeteiligung: 72,1 %           |        |                        |

## Abgeordnetenhauswahl 1995
Vor ihrer Fusion hatten der Bezirk Steglitz und der Bezirk Zehlendorf bei der Abgeordnetenhauswahl 1995 insgesamt acht Wahlkreise, seit 1999 sind es sieben. Ein direkter Vergleich ist daher nicht möglich.

## Bisherige Abgeordnete
Direkt gewählte Abgeordnete des Wahlkreises Steglitz-Zehlendorf 1 (bis 1999: Steglitz 1):
| Jahr | Name                     | Partei | Anteil der Erststimmen |
| ---- | ------------------------ | ------ | ---------------------- |
| 2023 | Claudia Wein             | CDU    | 30,2 %                 |
| 2021 | Benedikt Lux             | Grüne  | 28,9 %                 |
| 2016 | Andreas Kugler           | SPD    | 26,0 %                 |
| 2011 | Cerstin Richter-Kotowski | CDU    | 30,3 %                 |
| 2006 | Andreas Kugler           | SPD    | 37,8 %                 |
| 2001 | Klaus Böger              | SPD    | 41,5 %                 |
| 1999 | Cerstin Richter-Kotowski | CDU    | 46,7 %                 |